# Аделсхајм
Аделсхајм (њем. Adelsheim) град је у њемачкој савезној држави Баден-Виртемберг. Једно је од 27 општинских средишта округа Некар-Оденвалд. Према процјени из 2010. у граду је живјело 5.340 становника. Посједује регионалну шифру (AGS) 8225001.

## Географија
Аделсхајм се налази у савезној држави Баден-Виртемберг у округу Некар-Оденвалд. Град се налази на надморској висини од 226 метара. Површина општине износи 43,8 km².

## Становништво
У самом граду је, према процјени из 2010. године, живјело 5.340 становника. Просјечна густина становништва износи 122 становника/km².